# Слупно (гмина)
Слупно (пол. Słupno) — сельская гмина (уезд) в Польше, входит как административная единица в Плоцкий повет, Мазовецкое воеводство. Население — 5397 человек (на 2006 год).

## Демография
| Перепись                       | Всего   | Всего | Женщины | Женщины | Мужчины | Мужчины |
| ------------------------------ | ------- | ----- | ------- | ------- | ------- | ------- |
| Единицы                        | человек | %     | человек | %       | человек | %       |
| Население                      | 4991    | 100   | 2496    | 50      | 2495    | 50      |
| Плотность населения (чел./км²) | 66,8    | 66,8  | 33,4    | 33,4    | 33,4    | 33,4    |

## Соседние гмины
1. Плоцк
2. Висла
3. Гмина Бодзанув
4. Гмина Гомбин
5. Гмина Радзаново
6. Гмина Слубице